# Plaza de España (San Sebastián)
La plaza de España es un espacio público de la ciudad española de San Sebastián.

## Descripción
La plaza se encuentra junto al puente de Santa Catalina, delimitada por la avenida de la Libertad, el paseo de los Fueros y el de la República Argentina. Con el título, concedido en 1913 en el marco de la conmemoración del centenario del asedio de 1813, se honra a España. Aparece descrita en Las calles de San Sebastián (1916) de Serapio Múgica Zufiria con las siguientes palabras:

Plaza de España.—Por acuerdo de 3 de Enero de 1913, se resolvió denominar así la que antes se llamaba «Plaza Elíptica», situada entre el Paseo de la República Argentina y el Paseo del Arbol de Guernica para conmemorar «el nombre de nuestra patria venerada y querida, cuya historia evoca tantos recuerdos gloriosos». Esta conmemoración del nombre de España, fué una de las que acompañaron a la celebración del Centenario del incendio de San Sebastián en 1813. Obedeció, sin duda, aparte de que siempre la glorificación del nombre de la patria es oportuna, a que se quiso recordar que San Sebastián defendía la independencia española cuando se vió reducida a pavesas por quienes parecían más llamados a respetar la ciudad que les recibía con los brazos aciertos. El 17 de Julio de 1912, se pidió que se denominara este espacio, Plaza de la Argentina ó de la República Argentina, pero no se tomó acuerdo hasta el 3 de Enero de 1913, en que se adoptó la denominación que va a la cabeza de estas líneas.
(Múgica Zufiria, 1916, p. 164)